# Erbkrankheiten beim Adel
Erbkrankheiten beim Adel gehören zu Erscheinungen, die in einigen Stammbäumen des Adels nachgewiesen sind. Sie sind auch Gegenstand einzelner wissenschaftlicher Untersuchungen. Dabei spielen die Endogamie im Adel und Verwandtenheirat verbunden mit Inzucht beim Menschen eine gewisse Rolle.

## Inzucht und Erbkrankheiten
Inzucht kann bei Adeligen und Nicht-Adeligen „als Effekt geringer Größe oder starker Abgeschlossenheit einer Bevölkerung – etwa auf einer kleinen Insel, in einem Gebirgstal oder gar in einem sozialen Ghetto“ auftreten. Das Risiko, dass rezessiv vererbbare Krankheiten zum Ausbruch kommen, ist bei extremem Ahnenschwund stark erhöht.
Der Schauspieler und Schriftsteller Gregor von Rezzori (1914–1998) schrieb in einem 1962 veröffentlichten Buch u. a.:

„Der Adel weist zweifellos mehr Degenerations-Erscheinungen auf als zum paradoxen Beispiel der Hochadel. Aber Fürsten reisten eben mehr. Sie holten sich ihre Frauen bisweilen auch aus einem andern Lande. Auch ist der hohe Adel in der Mehrzahl katholisch, wurde also durch die kanonischen Ehegesetze, die Heiraten zwischen eng Blutsverwandten verbieten, vor dem Schlimmsten bewahrt. Der alte landansässige kleine Adel indes war auf die Nachbarschaft verwiesen, mit der er schon durch die Jahrhunderte hin blutsverwandt gewesen war. Aber über Prognathie und sonderbare Schädelformen, Plattfüße, die sehr verbreitet sind, Charakterköpfe schon in früher Jugend und ähnliche harmlose Verbildungen geht selbst beim kleinen Adel die Auswirkung der großen Inzucht nicht hinaus. Gewiß, es ist wohl zu vermuten, daß Vetter und Cousine, die denselben Blödian zum Großvater haben, wenn sie miteinander copulieren, eher einen gleichen Blödian als ein Genie zur Welt bringen werden. Indes, auch da können sich Rechenfehler einschleichen. Und ist auch der Prozentsatz an Blödianen im Adel sehr hoch, so doch nicht höher als im gemeinen Volke.“

Der Historiker David Sabean wies 2010 darauf hin, dass Heiraten mit Cousinen und Cousins ersten oder zweiten Grades in Europa zwischen 1740 und dem Beginn des 20. Jahrhunderts sowohl in katholischen als auch in protestantischen Gesellschaften in den besitzenden Bevölkerungsgruppen, also von Bauern über Bürgerliche bis hin zum Adel, sehr häufig waren.
Der Genealoge Hans Peter Stamp untersuchte 12.531 europäische, vor allem hochadelige Vollgeschwistergruppen aus 17 Jahrhunderten und kam im Jahre 1999 zu dem Schluss, dass selbst bei dieser Untergruppe des Adels stärkere Inzucht „eher die Ausnahme und nicht der Regelfall“ sei. „Von den 12.531 Gruppen hatten 10.587 einen Inzuchtkoeffizienten von weniger als 1 %, eine Mehrheit von ihnen sogar 0 %.“
Eine Studie unter der Leitung des Genetikers Francisco Ceballo aus dem Jahr 2013 befasst sich mit der Theorie, dass es in den Jahren 1450 bis 1800 trotz Inzucht zu einer Reduktion der Inzuchtdepression kam („Purging“), weil viele der Betroffenen bereits im Kinder- und Säuglingsalter verstarben und somit nie selbst ein zeugungsfähiges Alter erreichten. Die Erkenntnisse der Studie belegen laut Ceballo, dass Purging die negativen Auswirkungen auf einige fitness components durch Inzucht beseitigt haben könnte.

## Hochadel
Beim europäischen dynastischen Hochadel bestanden restriktive Heiratsregeln. Das überzogene Gebot der Ebenbürtigkeit und eine über Familienbeziehungen betriebene Außenpolitik sollten dabei helfen, politischen Einfluss und ökonomische Potenz innerhalb der Familie zu bewahren. Zudem durften lange Zeit Ehen nur innerhalb der eigenen Glaubensgemeinschaft geschlossen werden, so dass zwischen dem 16. und dem 19. Jahrhundert mehr oder weniger geschlossene katholische, lutherische und reformierte „Heiratszirkel“ existierten. Ideologisch wurden diese restriktiven Heiratsregeln durch den Glauben an eine „göttliche Kraft“ „guten Blutes“ überhöht, die, so meinte man, durch Eheschließung und Fortpflanzung mit Inhabern gleichen oder gleichrangigen „edlen“ Geblütes verstärkt werde. Auf diese auch vom Volk geglaubte Ideologie gehen heute noch benutzte Ausdrücke wie „von adeligem Geblüt“ oder von „blauem Blut“ zurück.
Das kanonische Recht der katholischen Kirche verbot zwar Eheschließungen zwischen engen Verwandten; sie machte jedoch bei Angehörigen des Hochadels fast immer von ihrer Prärogative einer Ausnahmegenehmigung (Päpstlicher Dispens) Gebrauch und hob das Ehehindernis auf.
Die bekanntesten unter dem europäischen Hochadel verbreiteten Erbkrankheiten sind die Hämophilie (Bluterkrankheit) und die geistige Behinderung. Die hohe Zahl von Ehen im engen und engsten Verwandtschaftskreis wird als Ursache für das Aussterben einiger großer europäischer Dynastien (insbesondere des spanischen Zweiges des Hauses Habsburg) angenommen.

## Haus Habsburg
Eine 2008 publizierte Studie unter der Leitung des Genetikers Gonzalo Álvarez (Universität Santiago de Compostela) befasste sich mit der historischen Hypothese, dass Inzucht die Ursache für das Aussterben der spanischen Habsburger (1516–1700) gewesen sei. Die Studie kam nach der Untersuchung von mehr als 3000 Individuen aus 16 Generationen zu dem Ergebnis, dass der Inzuchtkoeffizient der spanischen Habsburger von 0,025 für König Philipp I., den Begründer der Dynastie, auf 0,254 für Karl II. immer weiter anstieg und dass gegen Ende der Dynastie mehrere Mitglieder einen Inzuchtkoeffizienten von über 0,20 hatten.
Álvarez kam zu dem Ergebnis, dass dieser hohe Inzuchtkoeffizient nicht nur für das äußere Erscheinungsbild der Vertreter dieser Linie der Habsburger (unter anderem „Habsburger Lippe“) verantwortlich war, sondern auch für Unfruchtbarkeit und eine erhöhte Mortalität. Die spanischen Habsburger starben laut der Studie aus, weil bei Karl II. zwei Erbkrankheiten „zusammentrafen“. Karl starb kinderlos; es folgte der Spanische Erbfolgekrieg.

## Bluterkrankheit im britischen Königshaus

Erbgang der Bluterkrankheit unter den Nachkommen Königin Victorias

Leopold (1853–1884), Sohn von Königin Victoria von Großbritannien und Prinz Albert von Sachsen-Coburg und Gotha, war der erste Angehörige der Britischen Königsfamilie, der von der Bluterkrankheit, hier Hämophilie B, betroffen war. Hämophilie B ist eine X-chromosomal vererbbare Erkrankung.
Fälle gab es auch im Haus Hessen. Der Zarensohn Alexej (1904–1918) war Bluter. Alfons (1907–1938) und Gonzalo (1914–1934), Söhne des spanischen Königs Alfons XIII., litten ebenso unter Hämophilie. Betroffen waren die preußischen Prinzen Waldemar (1889–1945) und sein Bruder Heinrich Viktor Ludwig Friedrich (1900–1904). Grund ist eine Spontanmutation, die vermutlich auf Königin Victoria zurückgeht.

## Porphyrie
Macalpine und Hunter vermuteten 1966, George III. habe unter der Erbkrankheit Porphyrie gelitten, die die Häuser Stuart, Hannover und Preußen betroffen habe. Zumindest bei seinem Nachfahren Wilhelm von Gloucester wurde diese Krankheit in der Ausprägung Porphyria variegata nachgewiesen.